# 港陆广场
港陆广场是位于中華人民共和國上海市黃浦區延安东路与西藏中路路口處的寫字樓，建成於1998年。投資方為上海港陸房地產開發有限公司。港陆广场占地面积為4309平方米，建筑总面积58412平方米。港陆广场高度為134.3米，地上36層，地下3層。